# Mia Hermansson-Högdahl
Mia Hermansson-Högdahl (Göteborg, 1965. május 6. –) svéd válogatott kézilabdázó. 1994-ben a világ legjobbjának választották.
Högdahl a válogatottban 216-szor lépett pályára, és az 1094 góljával ő tartja a gólrekordot a nemzeti csapatban.
2003-tól a norvég elsőosztályú Levanger HK-nál másodedző, emellett jelenleg a norvég válogatott egyik edzője.

## Sikerei
- Norvég bajnokság: 3-szoros győztes (1988, 1990, 1998)
- Norvég-kupa: 3-szoros győztes (1988, 1989, 1991)
- Osztrák bajnokság: 4-szeres győztes (1993, 1994, 1995, 1996)
- Osztrák-kupa: 4-szeres győztes (1993, 1994, 1995, 1996)
- EHF Bajnokok Ligája: 2-szeres győztes (1994, 1995)